# Erioptera intercepta
Erioptera intercepta är en tvåvingeart som beskrevs av Alexander 1947. Erioptera intercepta ingår i släktet Erioptera och familjen småharkrankar. Inga underarter finns listade i Catalogue of Life.